# Parlamentswahl in Südkorea 2020
- JP: 6
- DMP: 163
- DSP: 17
- YMP: 3
- Unabh.: 5
- GP: 3
- MHP: 19
- VZP: 84

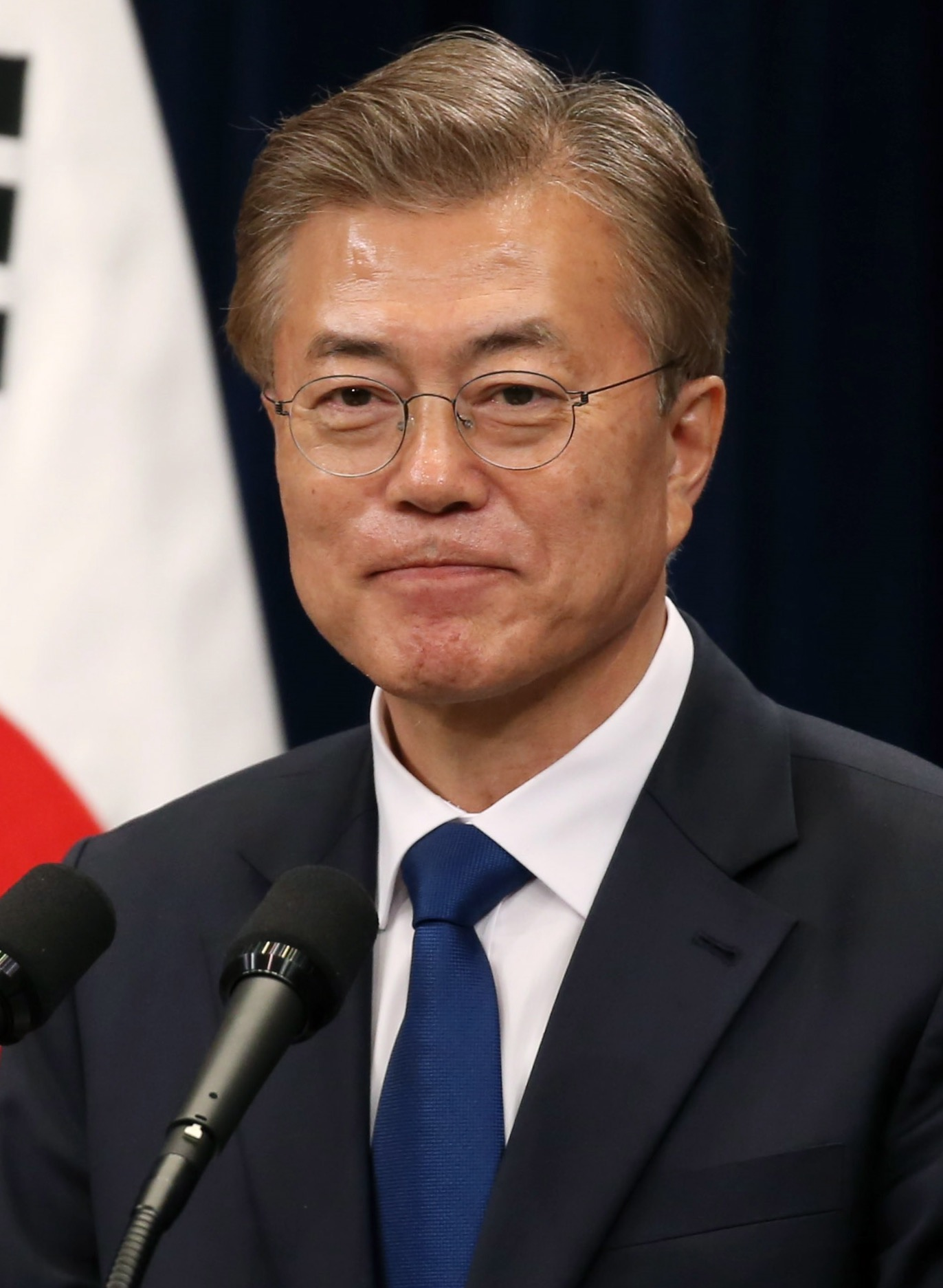
Die Wahl galt als wichtiger Stimmungstest für Moon Jae-ins Präsidentschaft

Die 21. Parlamentswahl in Südkorea fand am 15. April 2020 statt. Die südkoreanische Bevölkerung stimmte dabei über die Zusammensetzung der südkoreanischen Nationalversammlung (Gukhoe) mit 300 Sitzen ab. 253 Abgeordnete wurden direkt in einfacher Mehrheitswahl in den Wahlkreisen gewählt, 47 im Proporzverfahren über Parteilisten.
Etwa 44 Millionen Menschen waren zur Wahl aufgerufen. Darunter befanden sich um die 170.000 im Ausland lebende Südkoreaner.

## Hintergrund

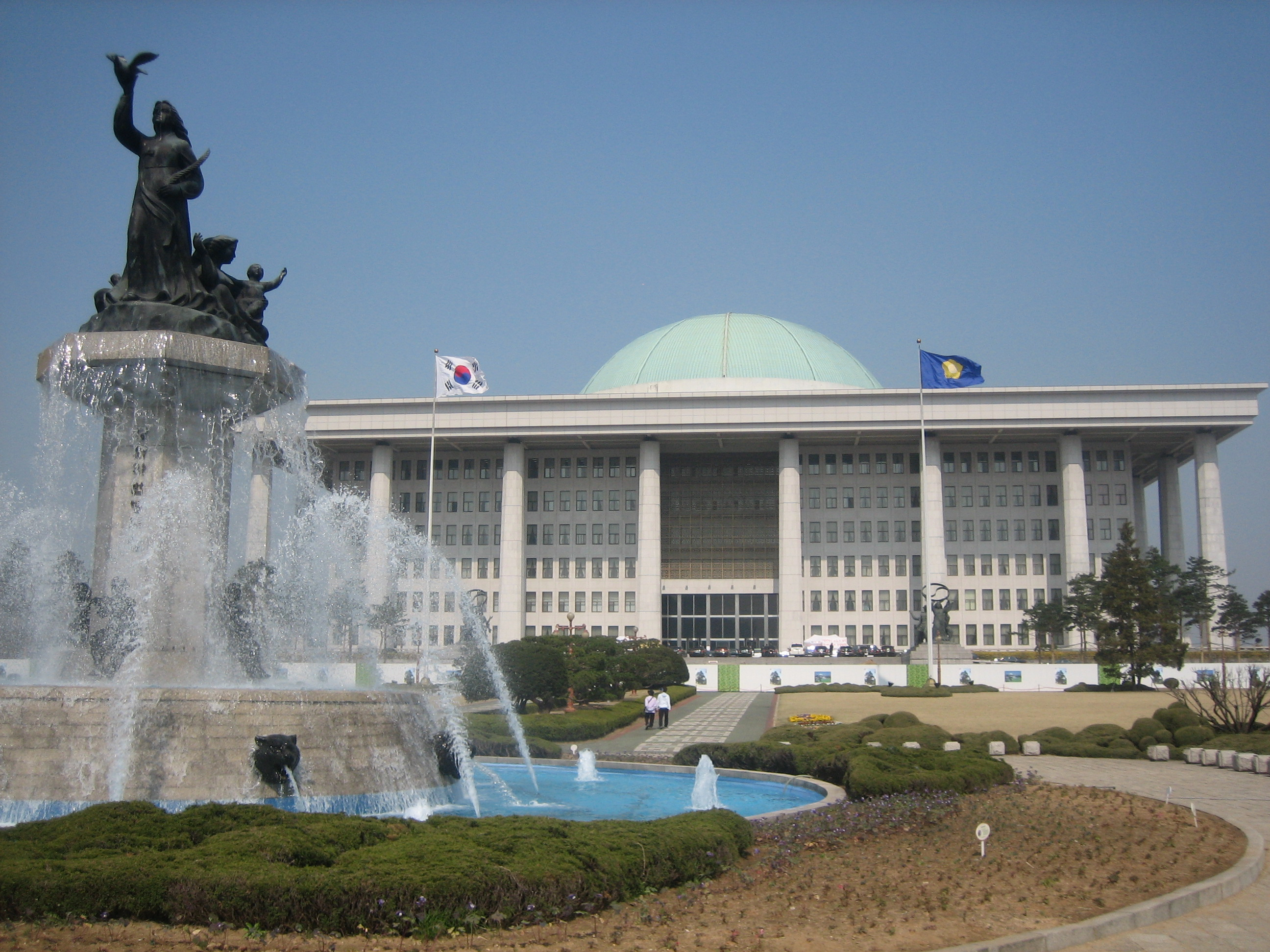
Das Gebäude der südkoreanischen Nationalversammlung

Die Wahl wurde als das erste ernsthafte Aufeinandertreffen von Moon Jae-ins Deobureo-minju-Partei (DMP) und der neugegründeten konservativen Oppositionspartei Mirae-tonghap-Partei (MTP) gesehen. Wegen ihrer Bedeutung und aufgrund des Zeitpunktes der Durchführung wurde die Parlamentswahl mit den Halbzeitwahlen in den Vereinigten Staaten verglichen. Zusätzlich stand die Wahl auch im Zeichen der Politik zur Eindämmung der COVID-19-Pandemie in Südkorea.

### Wahlrechtsreform
Die Wahl war die erste seit einer oftmals als äußerst kompliziert bezeichneten Wahlrechtsreform. 253 der 300 Sitze wurden weiterhin nach relativer Mehrheitswahl in Einerwahlkreisen vergeben, die übrigen über nationale Parteilisten. Während aber zuvor alle 47 verbleibenden Sitze proportional unter den Parteien mit mindestens 3 % der Stimmen landesweit vergeben wurden, war dies nun nur noch bei 17 Sitzen der Fall. Die restlichen 30 Sitze wurden als Ausgleichsmandate Parteien zugeteilt, die wenig Sitze gemessen an in ihrem Stimmenanteil erhalten haben. Parteien mit relativ vielen Direktmandaten erhielten keine dieser Ausgleichsmandate. Um doch Ausgleichsmandate erhalten zu können, traten die beiden größten Parteien bei der Listenwahl pro forma mit sogenannten „Satellitenparteien“ an.
Das Wahlalter wurde im Vorfeld von 19 auf 18 Jahre reduziert.

## Durchführung

### Parteien
Die Gründung einer politischen Partei in Südkorea erfordert die Rekrutierung von mehr als 1000 Parteimitgliedern in fünf Städten oder Provinzen des Landes. Aufgrund der massiven und teilweise als schnell und unübersichtlich empfundenen Parteineugründungen und -zusammenschlüsse wurde schnell Kritik an dieser Praxis laut, da sich zu viele Optionen auf den Stimmzetteln auch negativ auswirken könnten. Insgesamt haben sich beinahe 50 Parteien für die Wahl bei der nationalen Wahlkommission registrieren lassen. Viele Kleinparteien gingen dazu über, ähnliche Parteinamen oder gar Namen früherer Parteien (wie Saenuri oder Hannara) erneut zu benutzen. Zudem entbrannte vor der Wahl ein Kampf bei der Auswahl der Parteifarben.
Aufgrund des komplizierten südkoreanischen Wahlsystems, welchem die zuvor erwähnte kurzfristige Änderung, die kleinere Parteien begünstigt, vorausging, entsenden beide Großparteien Schwesterparteien in die Wahl, um bei dieser nicht Gefahr zu laufen, Sitze unnötigerweise zu verlieren. Für die Deobureo-minju-Partei treten die Yeollin-minju-Partei sowie die Deobureo-shimin-Partei und für die Mirae-tonghap-Partei die Mirae-hanguk-Partei an. Das Logo der DSP erinnert zudem sehr stark an das der DMP, was den Satellitenstatus und Zweck der Partei noch weiter unterstreicht. Besonders innerhalb des Regierungslagers wurde der Schritt zur Etablierung derartiger Satellitenparteien als kritisch gesehen, da man einen Vertrauensentzug seitens der Bevölkerung befürchtete.
Die mit 20 Sitzen in der Nationalversammlung drittgrößte Partei stellte bis zur Wahl die Minsaeng-Partei (Partei für den Lebensunterhalt der Menschen) dar. Diese entstand Ende Februar 2020 im Hinblick auf die Wahlen als Zusammenschluss der Bareun-mirae-Partei, der Daean-shin-Partei und der Minju-peyonghwa-Partei.
Die Jeongui-Partei unter Sim Sang-jung verfügte nach diversen Abgängen vor der Wahl über lediglich noch sechs Sitze in der Gukhoe. Ihr werden wie der grünen Noksaek-Partei kaum ernsthafte Chancen für die Wahl ausgerechnet.

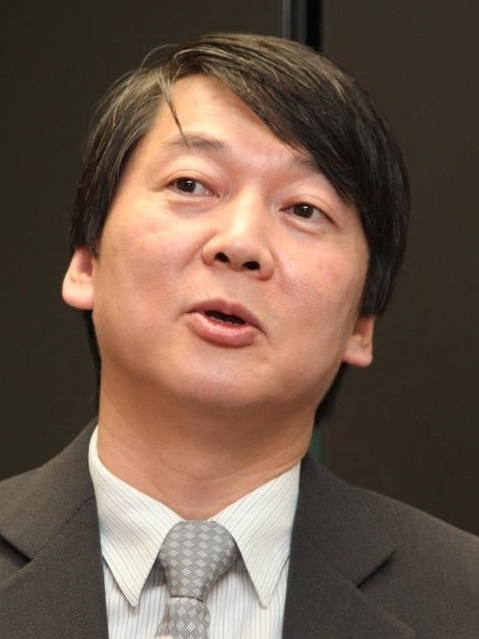
Ahn Cheol-soo kehrte Anfang 2020 in die südkoreanische Politik zurück

Ahn Cheol-soo, der nach seiner gescheiterten Kampagne in der Präsidentschaftswahl in Südkorea 2017 in die südkoreanische Politik zurückkehrte, erklärte Ende Februar 2020, dass seine neugegründete Gungminui-Partei nicht in den 253 Wahlkreisen, in denen das Mehrheitswahlrecht gilt, mit eigenen Kandidaten antreten wird. Dieser Schritt wurde als Begünstigung für die Mirae-tonghap-Partei angesehen.
Teile von nordkoreanischen Flüchtlingen in Südkorea gründeten Anfang März 2020 eine eigene Partei, um mit dieser bei den Wahlen anzutreten. Die Nambuk-tongil-Partei gilt als rechtsextrem und vehement antikommunistisch. Aufgrund ihrer Vision, alle Nordkoreaner zu befreien, ist davon auszugehen, dass die Partei einen militärischen Erstschlag gegen das von Kim Jong-un geführte Regime befürworten würde.
Bei mehreren pro-Park Geun-hye Gruppierungen wie der Uri-Gonghwa-Partei um Cho Won-jin, der Chin-Park-shin-Partei (Neue Pro-Park-Partei) von Hong Moon-jong und der evangelikalen Gidok-jayu-tongil-Partei war lange Zeit unklar ob diese Parteien alleine oder in einer Allianz zur Wahl antreten werden. Sie traten letztendlich alleine an. Park Geun-hye selbst meldete sich im Vorfeld der Abstimmung aus dem Gefängnis mit einem handgeschriebenen Brief zu Wort und sprach sich für die Wahl der Mirae-tonghap-Partei aus. Sie rief zudem die anderen rechtsgerichteten Parteien auf sich mit der MTP zu vereinigen. Während der Parteivorsitzende Hwang sich erfreut über Parks Geste zeigte, wurde ebenso Kritik daran laut, da Parks erneute Einmischung in die südkoreanische Tagespolitik als unangemessen empfunden wurde und sich negativ auf die Bemühungen moderate Wähler in das konservative Lager zu führen, auswirken könnte.
Darüber hinaus verfügte vor der Wahl auch die linke Minjung-Partei über einen Sitz in der Nationalversammlung.
Die neugegründete Yeoseongui-Partei (Partei der Frauen) fokussierte ihren Wahlkampf auf feministische Positionen und setzte sich zum Ziel das mutmaßliche Patriarchat in der koreanischen Gesellschaft zu überwinden.

### Wahlkampfthemen

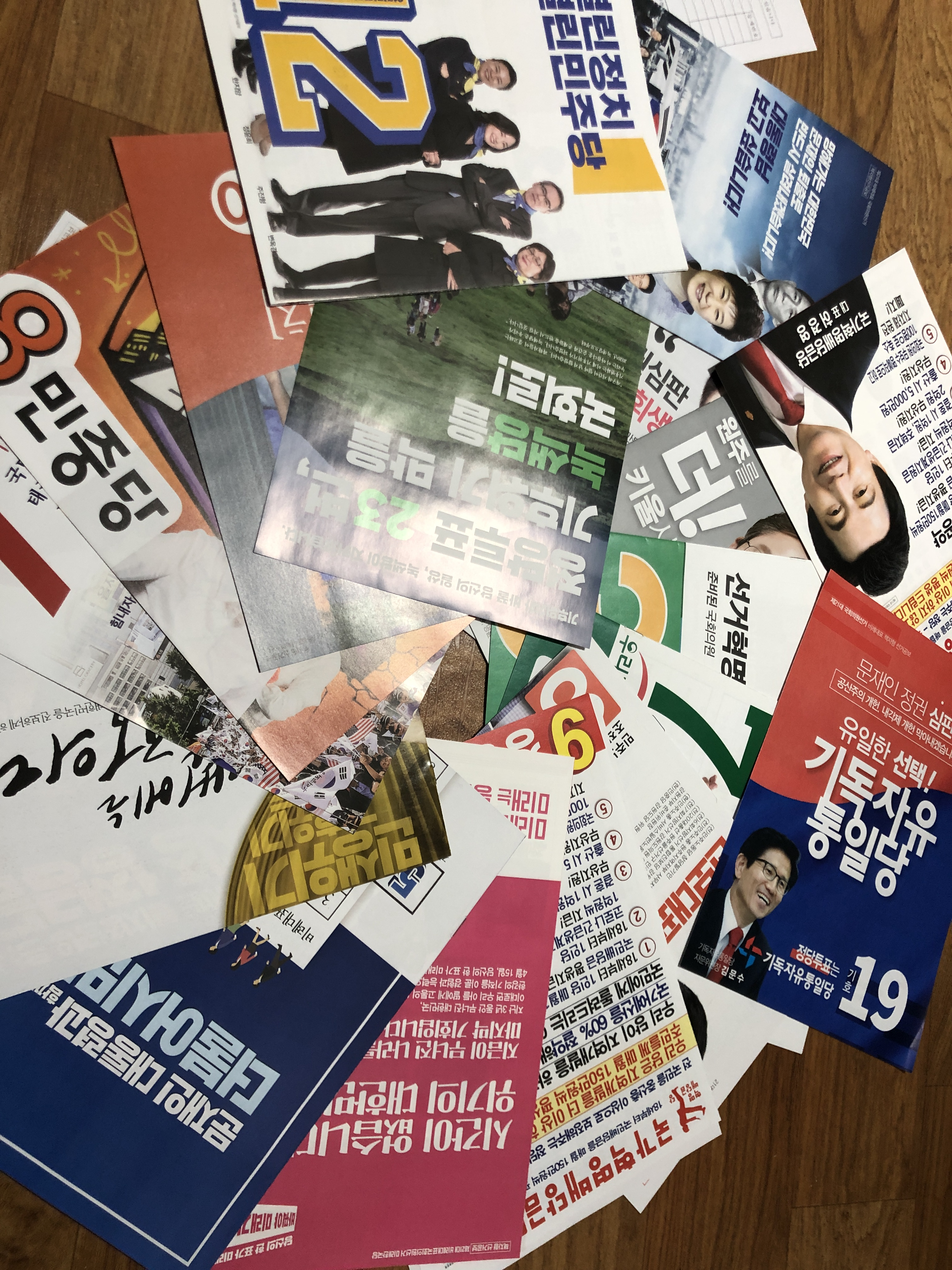
Südkoreanische Wahlwerbungen

Kandidaten durften ihre offizielle Wahlkampagnen ab dem 2. April 2020 beginnen.
Aufgrund dessen, dass Südkorea eines der am stärksten betroffenen Staaten inmitten der COVID-19-Pandemie ist, wurde ein Großteil des Wahlkampfes durch diese bestimmt. Jeder Wähler war verpflichtet am Tag der Stimmabgabe Handschuhe und Schutzmasken zu tragen. Der Vorsitzende der südkoreanischen Wahlkommission Kwon Soon-il hat die Bürger des Landes dazu aufgerufen, trotz der aktuellen Umstände wählen zu gehen. Da die Krise die üblichen Streitfragen der südkoreanischen Tagespolitik wie etwa zu dem Fortschritt der Denuklearisierung der koreanischen Halbinsel oder den Umgang mit Park Geun-hye überschattet hat, haben rivalisierende Parteien den Schwerpunkt ihrer Wahlstrategie darauf verlagert, wie sie auf den Ausbruch des Virus reagieren sollten.
Die Regierungspartei DMP forderte die Wähler auf, die Bemühungen der Regierung zur Bekämpfung des Coronavirus und zur Minimierung der wirtschaftlichen Auswirkungen der Pandemie zu unterstützen. Sie forderte daher die Aufstockung des zusätzlichen Budgets im Wert von 11,7 Billionen Won (in etwa 9,61 Milliarden US-Dollar) um weitere 6 Billionen Won. Die DMP setzt sich zudem für den Ausbau von kostenlosem WLAN ein und möchte bis zum Jahr 2022 53.000 zusätzliche WLAN-Standorte im ganzen Land schaffen. Darüber hinaus wurde angekündigt, eine Million Haushalte mit Wohnraumfinanzierungen zu versorgen und gleichzeitig die Finanzierung für den Kauf von Eigenheimen durch die Bereitstellung von Hypotheken mit Gewinnbeteiligung, ausschließlich für junge und kürzlich verheiratete Menschen zu erweitern.
Die größte Oppositionspartei MTP hob unterdessen das Versäumnis der Regierung hervor, das Coronavirus in der frühen Phase des Ausbruchs einzudämmen. Konservative Politiker haben die Zurückhaltung der Regierung verurteilt, ein Einreiseverbot für Chinesen zu verhängen und kritisierten die ihrer Meinung nach mangelhafte Verteilung von Gesichtsmasken an die Bürger des Landes. Darüber hinaus möchte die MTP die Abschaffung des Ministeriums für öffentliche Angelegenheiten erreichen und den Ausbau der Kernenergie in Südkorea forcieren. Die MTP möchte die Vorschriften für die Sanierung und den Wiederaufbau alter Wohnungen lockern, um viele Häuser in Gebieten zu errichten, in denen ein Wohnungsmangel herrscht. Zusätzlich sollen die Hypothekenvorschriften gelockert werden, damit die Menschen problemlos Häuser kaufen können. Die Steuerbelastung der Mittelschicht soll nach Meinung der MTP durch die Anpassung der Standards für hochpreisiges Wohnen verringert werden und man möchte das Angebot von Wohnraum für junge und frisch verheiratete Paare erweitern.
Nachdem der ehemalige Arzt und nunmehrige Politiker Ahn Cheol-soo selbst an vorderster Front in der schwer betroffenen Stadt Daegu gegen das Virus ankämpfte, gewann seine Partei entschieden an Zustimmung in politischen Meinungsumfragen.
Die Jeongui-Partei möchte, dass jedem jungen Mann im Alter von 20 Jahren ein Startvermögen von 30 Millionen Won zur Verfügung gestellt wird. Bis zu 50 Millionen Won könnten es laut der Partei in Abwesenheit von Eltern werden. Die Partei möchte ein Verbot für hochrangige Regierungsbeamte, mehrere Häuser zu besitzen erreichen. Die JP kündigte die Einführung eines Höchstlohnsystems zur Beseitigung der Lohnungleichheit an. Darüber hinaus soll das Gehalt der führenden Politiker auf das Fünffache des Mindestlohns, der Höchstlohn in öffentlichen Einrichtungen auf das Siebenfache des Mindestlohns und der Höchstlohn in privaten Unternehmen auf das 30-fache des Mindestlohns begrenzt werden. Auch die Gründung von Satellitenparteien für die Wahl wurde von der JP verurteilt. Die Partei reichte eine Klage gegen die Mirae-hanguk-Partei ein und wollte deren Annullierung erreichen. Diese wurde jedoch von einem Gericht in Seoul abgewiesen.
Die Minsaeng-Partei forderte die Regierung auf, die Wahlen im Angesicht der Corona-Pandemie zu verschieben. Mehrere Kandidaten aus allen Lagern mussten aufgrund einer eigenen Erkrankungen oder aufgrund der Erkrankung von Wahlkampfhelfern ihrer Kampagnen vorübergehend einstellen. Zudem wurde verfügt, dass gemäß Artikel 38 des Gesetzes für öffentliche Wahlen Menschen mit eingeschränkter Mobilität aufgrund von Behinderungen oder Personen, die in Krankenhäusern, Pflegeheimen und Haftanstalten leben, von ihrem Aufenthaltsort aus wählen dürfen, anstatt Wahllokale zu besuchen. Die nationale Wahlkommission erklärte, dass dieses Gesetz auch für Wähler mit COVID-19 anwendbar ist.
Die Uri-Gonghwa-Partei würde den Mindestlohn für fünf Jahre einfrieren und die 52-Stunden-Arbeitswoche abschaffen. Die Partei möchte Ölsteuern abschaffen und die Unternehmenssteuern senken. Sie macht sich für den Ausbau der Kernenergie um 50 Prozent stark und möchte die Steuern auf Strom senken. Die Partei möchte die Beziehungen zu den Vereinigten Staaten, Hongkong und Taiwan stärken. Gleichzeitig möchte die UGP die Denuklearisierung Nordkoreas erreichen.

### Besondere Vorkommnisse
Die Mirae-tonghap-Partei schloss Kim Dae-ho, ihren Kandidaten für den Sitz A im Seouler Stadtteil Gwanak-gu, aus der Partei aus, nachdem er sich negativ über Menschen der Altersgruppe 30 bis 40 geäußert hatte. Diese würden laut Kim die konservative Partei nicht unterstützen, weil sie nicht wüssten, wie das Land aufgebaut worden sei, und bereits an einen modernen Lebensstil gewohnt wären.
Zwei Tage vor der Wahl schloss die MTP außerdem Cha Myong-jin, einen zweimaligen Abgeordneten der Gukhoe und Kandidaten für den Sitz C in der Stadt Bucheon aus, da er sich abfällig über Opferfamilien der Sewol-Katastrophe geäußert hatte.

## Kandidaten
Insgesamt traten 1118 Kandidaten, darunter fast 60 ehemalige Berater und Mitarbeiter des Präsidialamts und der Regierung in den Wahlen an. Dieser Wert gilt als ungewöhnlich hoch. Darüber hinaus machten männliche Kandidaten 81 Prozent der Gesamtzahl aus, Frauen hingegen lediglich 19 Prozent.
Für die MTP bewarb sich mit Thae Yong-ho ein übergelaufener, ehemaliger nordkoreanischer Diplomat im Seouler Gangnam-gu um einen Sitz in der Gukhoe. Dies wurde als Beweis dafür gesehen, dass nordkoreanische Flüchtlinge zunehmend Akzeptanz in der südkoreanischen Gesellschaft finden. Dieser Schritt wurde jedoch von Politikern des Regierungslagers wie dem Politveteranen Kim Chong-in auch kritisiert, da Thae vorgeworfen wurde keinerlei Verbindungen nach Südkorea aufzuweisen außer seinem Überläuferstatus. Zudem bezeichnete Kim Thaes Nominierung als „nationale Schande“. Thae wurden gute Chancen auf die Erlangung eines Mandates eingeräumt. Der Sitz wurde seit drei Jahrzehnten von konservativen Politikern gehalten und in einer Umfrage lag er mit 42,6 % zu 33,7 % vor seinem Rivalen Kim Sung-kon. Kim Chong-in wechselte kurz darauf selbst ins Lager der MTP. Thae gewann den Sitz.
Yoo Seong-min, der nach langem Hin und Her mit Hwang letztendlich die Gründung einer vereinigten konservativen Oppositionspartei mittrug trat nicht erneut für einen Sitz an.
Hong Jun-pyo strebte ursprünglich an, sich in Gyeongsangnam-do um einen Sitz zu bewerben zog seine Intentionen jedoch zurück, nachdem die MTP ihn in der Sudogwon-Region nominieren hätte wollen. Er bewarb sich stattdessen als Unabhängiger für den Sitz B des Suseong-gus von Daegu. Hong gewann seinen Sitz.

### Prestigeträchtige Aufeinandertreffen
In einigen Wahlkreisen kam es zu besonders prestigeträchtigen Aufeinandertreffen von etablierten Politikern. Diese Wahlkämpfe fanden zum Teil auch in westlichen Medien große Beachtung.
Im Jongno-gu der Hauptstadt Seoul trafen gleich zwei ehemalige Premierminister aufeinander. Lee Nak-yeon, der zwischen 2017 und 2020 als 45. Premierminister des Landes amtierte trat dabei für die Regierungspartei Deobureo-minju-Partei an und traf auf Hwang Kyo-ahn, den Parteivorsitzenden der größten Oppositionspartei und 44. Premierminister von Südkorea. Hwang amtierte zudem als interimistischer Präsident der Republik nach dem Rücktritt von Park Geun-hye. Hwangs Antreten in Jongno galt lange Zeit als unsicher. Lee werden zudem eigene Ambitionen auf die Präsidentschaft nachgesagt. Der Kampf um Jongno gilt insofern als besonders bedeutend, da gleich drei der ehemaligen Repräsentanten dieser Entität später Präsident Südkoreas wurden: Yun Bo-seon, Roh Moo-hyun und Lee Myung-bak. Auch Lee Nak-yeons Nachfolger im Amt des Premierministers Chung Sye-kyun vertrat diesen Wahlkreis. Lee wurden bessere Chancen auf die Erlangung des Sitzes eingeräumt. So führte er in einer Umfrage gegen Hwang mit 55,1 % zu 34,5 %. Lee gewann den Sitz.
Im Sitz B des Seouler Gwangjin-gu trat der ehemalige Bürgermeister der Millionenmetropole, Oh Se-hoon (Mirae-tonghap-Partei) gegen die ehemalige Fernsehmoderatorin des Korean Broadcasting Systems und Regierungssprecherin Moon Jae-ins Ko Min-jung an. Der Sitz wurde mit einer Unterbrechung von vier Jahren für insgesamt 20 Jahre von der nunmehrigen Justizministerin des Landes Choo Mi-ae vertreten. Oh wurden anfänglich geringfügig bessere Chancen auf den Sieg eingeräumt. Beide führten einen auf die jüngeren Wähler fokussierten Wahlkampf. Oh versprach etwa, dass er ein "Hilfszentrum" für diejenigen bauen würde, die alleine in Studio-Apartments oder Multiplex-Wohneinheiten leben, um dort einen Paketempfangsservice anbieten zu können. Ko gab an, dass sie eine Lebensgemeinschaftsplattform namens Gwangjin One Town für Alleinstehende bauen würde, die gemeinsame Räume wie eine Küche, eine Garage und eine Online-Plattform bieten würde, auf der Menschen Informationen austauschen könnten. Oh wird von progressiver Seite scharf kritisiert, was dazu führte, dass er Wahlkampfauftritte abbrechen musste. Zudem wird er der illegalen Wahlkampffinanzierung beschuldigt. Letztendlich gewann Ko den Sitz.

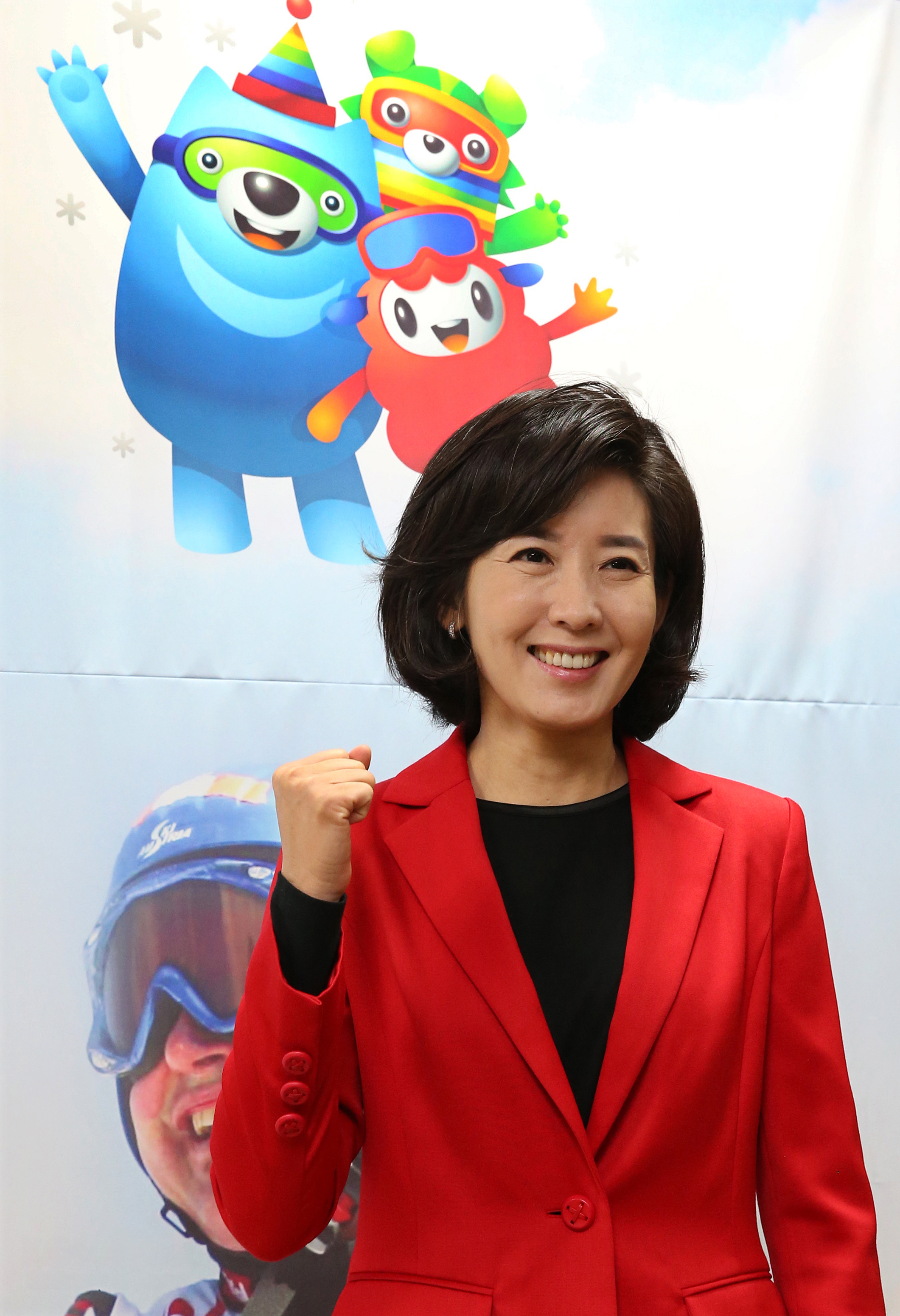
Na Kyung-won vertritt ihren Sitz im Dongjak-gu mit Unterbrechungen für insgesamt mehr als 13 Jahre

Im Sitz B des Seouler Dongjak-gu traf die langjährige konservative Abgeordnete, ehemalige Fraktionsvorsitzende und ehemalige Richterin Na Kyung-won auf die progressive Richterin Lee Soo-jin, welche von der Regierungspartei entsendet wurde. Beide werden aufgrund ihrer ähnlichen persönlichen Hintergründe als Absolventinnen der Seoul National University und als Richterinnen als idente Kandidatinnen gesehen, welche sich lediglich in ihrer politischen Einstellung unterscheiden. Beide machten zudem während großer politischer Krisen auf sich aufmerksam. Lee galt als vehemente Kritikerin des ehemaligen Vorsitzenden Richters des Obersten Gerichtshofs von Südkorea Yang Sung-tae, der in der Affäre um Park Geun-hye ins Zwielicht geriet; Na führte die Kritiker rund um den skandalumwitterten ehemaligen Justizminister der Moon-Regierung Cho Kuk an. Umfragen sahen Lee gegenüber Na im Vorteil und gaben ihr gute Chancen die langjährige Politikerin aus dem Amt drängen zu können. Am 26. März 2020 meldeten die beiden Kandidatinnen ihre Kandidatur offiziell an. Wenige Tage vor der Wahl verkündete Oh Se-chan der Kandidat der Uri-Gonghwa-Partei aus gesundheitlichen Gründen seinen Rückzug von der Wahl im Dongjak-gu. Gleichzeitig rief er zur Wahl von Na auf. Dennoch gewann Lee den Sitz.

## Umfragen

### Mehrheitswahl
| Institut          | Datum             | MTP  | DMP  | MSP | JP  | MGP | HGP | UGP | CPP | Sonst. |
| ----------------- | ----------------- | ---- | ---- | --- | --- | --- | --- | --- | --- | ------ |
| Gallup            | 7.–8. April       | 28,0 | 53,7 | 0,9 | 7,3 | 0,7 | –   | 0,9 | 0,4 | 1,2    |
| Realmeter         | 6.–8. April       | 32,7 | 46,1 | 2,8 | 5,3 | 1,7 | 1,8 | 1,2 | 2,2 | 1,6    |
| Realmeter         | 30. März–3. April | 31,6 | 47,5 | 2,4 | 5,9 | 1,5 | 1,4 | 1,5 | 1,9 | 1,8    |
| Gallup            | 23. März–2. April | 29,5 | 52,6 | 0,1 | 5,1 | 0,4 | –   | 0,6 | 0,4 | 1,3    |
| C&I               | 28.–30. März      | 33,3 | 44,7 | 1,3 | 4,5 | 2,0 | –   | 1,6 | 1,9 | 3,7    |
| Research&Research | 28.–29. März      | 34,8 | 52,2 | 1,2 | 4,7 | 1,4 | –   | 2,7 | –   | 5,8    |

### Verhältniswahl
| Institut          | Datum             | MHP  | DSP  | MSP | JP   | MGP | HGP | YMP  | GP  | UGP | CPP | Sonst. |
| ----------------- | ----------------- | ---- | ---- | --- | ---- | --- | --- | ---- | --- | --- | --- | ------ |
| Gallup            | 7.–8. April       | 30,7 | 32,1 | 3,6 | 18,1 | –   | –   | 11,2 | 8,4 | 1,4 | –   | 2,8    |
| Realmeter         | 6.–8. April       | 30,8 | 26,8 | 3,3 | 9,0  | 2,1 | 1,9 | 13,6 | 5,9 | 1,1 | 2,7 | 3,0    |
| Ipsos             | 4.–6. April       | 28,8 | 27,6 | 1,4 | 14,9 | –   | –   | 10,2 | 8,8 | 1,8 | –   | 6,5    |
| Realmeter         | 30. März–3. April | 28,5 | 24,8 | 3,2 | 9,7  | 1,8 | 1,8 | 16,4 | 5,4 | 2,2 | 2,4 | 4,2    |
| Gallup            | 23. März–2. April | 30,7 | 28,0 | 2,7 | 14,7 | –   | –   | 13,3 | 6,7 | 1,3 | –   | 2,7    |
| Realmeter         | 30. März–1. April | 29,0 | 24,0 | 3,4 | 9,5  | 1,4 | 2,0 | 16,5 | 6,1 | 2,3 | 2,1 | 3,7    |
| C&I               | 28.–30. März      | 31,9 | 22,5 | 2,4 | 7,7  | 1,8 | –   | 15,5 | 5,3 | 2,2 | 1,6 | 3,4    |
| Research&Research | 28.–29. März      | 34,8 | 26,3 | 1,4 | 13,6 | –   | –   | 14,4 | 5,4 | 2,1 | –   | 1,8    |
| Realmeter         | 23.–27. März      | 30,8 | 33,4 | 2,5 | 6,6  | 1,3 | –   | 13,1 | 4,8 | 2,2 | 2,6 | 2,8    |

## Ergebnisse
Bereits erste Exit-Polls ergaben, dass die regierende Deobureo-minju-Partei eine Mehrheit erreichen konnte.
| Partei                                  | Partei                                 | Wahlkreismandate | Wahlkreismandate | Wahlkreismandate | Wahlkreismandate | Verhältniswahl | Verhältniswahl | Verhältniswahl | Verhältniswahl | Verhältniswahl | Verhältniswahl | Sitze gesamt | ±     |
| Partei                                  | Partei                                 | Wahlkreismandate | Wahlkreismandate | Wahlkreismandate | Wahlkreismandate | Parteiliste    | Parteiliste    | Parallel       | Parallel       | Ausgleich      | Ausgleich      | Sitze gesamt | ±     |
| Partei                                  | Partei                                 | Stimmen          | %                | Sitze            | ±                | Stimmen        | %              | Sitze          | ±              | Sitze          | ±              | Sitze gesamt | ±     |
| --------------------------------------- | -------------------------------------- | ---------------- | ---------------- | ---------------- | ---------------- | -------------- | -------------- | -------------- | -------------- | -------------- | -------------- | ------------ | ----- |
|                                         | Deobureo-minju-Partei                  | 14.345.425       | 49,91            | 163              | +53              | –              | –              | –              | -13            | –              | –              | 163          | +40   |
|                                         | Deobureo-shimin-Partei                 | –                | –                | –                | –                | 9.307.112      | 33,35          | 6              | (neu)          | 11             | 11             | 17           | (neu) |
|                                         | Mirae-tonghap-Partei                   | 11.915.277       | 41,45            | 84               | –21              | –              | –              | 0              | –17            | –              | –              | 84           | –38   |
|                                         | Mirae-hanguk-Partei                    | –                | –                | –                | –                | 9.441.520      | 33,84          | 7              | (neu)          | 12             | 12             | 19           | (neu) |
|                                         | Jeongui-Partei                         | 487.519          | 1,69             | 1                | –1               | 2.697.956      | 9,67           | 2              | –2             | 3              | 3              | 6            | ±0    |
|                                         | Gungminui-Partei                       | –                | –                | –                | –                | 1.896.719      | 6,79           | 1              | (neu)          | 2              | 2              | 3            | (neu) |
|                                         | Yeollin-minju-Partei                   | –                | –                | –                | –                | 1.512.763      | 5,42           | 1              | (neu)          | 2              | 2              | 3            | (neu) |
|                                         | Minsaeng-Partei                        | 415.473          | 1,44             | 0                | –25              | 758.778        | 2,71           | 0              | –13            | 0              | 0              | 0            | –38   |
|                                         | Gidok-Jayu-Tong-il-Partei              | 7.663            | 0,02             | 0                | 0                | 513.159        | 1,83           | 0              | 0              | 0              | 0              | 0            | 0     |
|                                         | Minjung-Partei                         | 172.239          | 0,59             | 0                | 0                | 295.612        | 1,05           | 0              |                | 0              |                | 0            | 0     |
|                                         | Uri-Gonghwa-Partei                     | 47.603           | 0,16             | 0                | (neu)            | 208.719        | 0,74           | 0              | (neu)          | 0              | 0              | 0            | (neu) |
|                                         | Frauenpartei                           | 208.697          | 0,74             | 0                | (neu)            | 208.697        | 0,74           | 0              | (neu)          | 0              | 0              | 0            | (neu) |
|                                         | Nationalrevolutionäre Dividendenpartei | 208.324          | 0,72             | 0                | (neu)            | 200.657        | 0,71           | 0              | (neu)          | 0              | 0              | 0            | (neu) |
|                                         | Chin-Park-shin-Partei                  | 1.884            | <0,01            | 0                | (neu)            | 142.747        | 0,51           | 0              | (neu)          | 0              | 0              | 0            | (neu) |
|                                         | Jayu-ui-Saebyeog-Partei                | –                | –                | –                | –                | 101.819        | 0,36           | 0              | (neu)          | 0              | 0              | 0            | (neu) |
|                                         | Saenuri-Partei                         | 269              | <0,01            | 0                | (neu)            | 80.208         | 0,28           | 0              | (neu)          | 0              | 0              | 0            | (neu) |
|                                         | Mirae-Partei                           | 1.574            | <0,01            | 0                | (neu)            | 71.423         | 0,25           | 0              | (neu)          | 0              | 0              | 0            | (neu) |
|                                         | Mirae-Minju-Partei                     | –                | –                | –                | –                | 71.297         | 0,25           | 0              | (neu)          | 0              | 0              | 0            | (neu) |
|                                         | Noksaek-Partei (Grüne Partei)          | –                | –                | –                | –                | 58.948         | 0,21           | 0              | 0              | 0              | 0              | 0            | 0     |
|                                         | Hanguk-gyeongje-Partei                 | –                | –                | –                | –                | 48.807         | 0,17           | 0              | 0              | 0              | 0              | 0            | 0     |
|                                         | Nodongdang (Arbeiterpartei)            | 15.752           | 0,05             | 0                | 0                | 34.272         | 0,12           | 0              | 0              | 0              |                | 0            | 0     |
|                                         | Sonstige Parteien                      | 8.356            | 0,03             | 0                | –                | 148.573        | 0,49           | 0              | –              | 0              | –              | 0            | 0     |
|                                         | Unabhängige                            | 1.124.167        | 3,91             | 5                | –6               | –              | –              | –              | –              | –              | –              | 5            | –6    |
| Ungültige/leere Stimmzettel             | Ungültige/leere Stimmzettel            | –                | –                | –                | –                | 1.226.532      | –              | –              | –              | –              | –              | –            | –     |
| Gesamt                                  | Gesamt                                 | 29.127.637       | 100              | 253              | 0                |                | 100            | 17             | –30            | 30             | +30            | 300          | 0     |
| Registrierte Wähler/Beteiligung         | Registrierte Wähler/Beteiligung        | 43.994.247       | 66,2             | –                | –                | 43.994.247     |                | –              | –              | –              | –              | –            | –     |
| Quelle: Nationale Wahlkommission, Naver |                                        |                  |                  |                  |                  |                |                |                |                |                |                |              |       |

Gewonnene Wahlkreise: Deobureo-minju-Partei (163) Mirae-tonghap-Partei (84) Jeongui-Partei (1) Unabhängige (5)

## Nach der Wahl
Hwang Kyo-ahn gab wenige Stunden nach der Niederlage seiner Mirae-tonghap-Partei seinen Rücktritt als Parteivorsitzender bekannt.